# Gottlieb Wallisch
Gottlieb Wallisch (* 7. August 1978 in Wien) ist ein österreichischer Pianist.

## Leben und Wirken
Wallisch stammt aus einer Wiener Musikerfamilie; sein Großonkel war der Komponist Johann Nepomuk David.  Er besuchte das Schottengymnasium in Wien. Sein Studium absolvierte er an der Universität für Musik und darstellende Kunst Wien bei Heinz Medjimorec sowie bei Pascal Devoyon an der Universität der Künste Berlin und am Pariser Konservatorium bei Jacques Rouvier. Zudem belegte er Meisterkurse bei Oleg Maisenberg, Dimitri Bashkirov und Stephen Kovacevich. Als Preisträger internationaler Wettbewerbe gewann er unter anderem den 1. Preis des Stravinsky Award in den USA; zudem war er Finalist beim Concours Reine Elisabeth (1999) in Brüssel und beim Internationalen Clara-Haskil-Klavierwettbewerbs in Vevey (2005).
Im Alter von zwölf Jahren debütierte Wallisch im Goldenen Saal des Wiener Musikvereins. Ein Konzert unter der Leitung von Yehudi Menuhin mit der Sinfonia Varsovia im Jahr 1996 begründete seine internationale Karriere mit Auftritten in Konzertsälen wie der Carnegie Hall, der Wigmore Hall, der Queen-Elizabeth-Hall sowie bei unter anderem den Salzburger Festspielen, dem Lucerne Festival, dem Beethovenfest Bonn, dem Klavierfestival Ruhr und der Schubertiade Schwarzenberg. Konzertreisen und Tourneen unternahm er in Europa, in den USA, nach Großbritannien, Japan, China, Südamerika und Afrika.
Wallisch konzertierte unter der Leitung von Dirigenten wie Giuseppe Sinopoli, Neville Marriner, Christopher Hogwood, Dennis Russell Davies, Kirill Petrenko, Louis Langrée, Lawrence Foster, Walter Weller, Philippe Entremont, Martin Haselböck, Bruno Weil, Hartmut Haenchen sowie Helmut Müller-Brühl und arbeitete mit Orchestern zusammen wie zum Beispiel den Wiener Philharmonikern, den Wiener Symphonikern, der Camerata Salzburg, dem Royal Liverpool Philharmonic Orchestra, dem Gustav Mahler Jugendorchester, dem hr-sinfonieorchester, dem Stuttgarter Kammerorchester und den Festival Strings Lucerne.
Zu Wallischs Kammermusikpartnern zählten das Henschel Quartett, das Artis-Quartett, die Wiener Virtuosen, Benjamin Schmid, Oleg Maisenberg, Milan Turković, Matthias Schorn und Julian Rachlin.
Im Musikverein Wien spielte er im Mozart-Jahr 2006 und im Haydn-Jahr 2009 zwei eigene Konzertzyklen. In seinen Programmen schlägt er häufig den Bogen von der Wiener Klassik zur zeitgenössischen Musik mit Uraufführungen, wie zum Beispiel die Uraufführung des Trios für Klavier, Violine und Metronome von Sebastian Themessl beim Europäischen Forum Alpbach 2008.

### Lehrtätigkeit
Von 2010 bis 2016 lehrte Wallisch als Professor für Klavier an der Genfer Musikhochschule (Haute Ecole de Musique Genève - Neuchâtel) und war 2013 Gastprofessor an der Franz-Liszt-Musikakademie in Budapest. Seit 2016 ist er Professor an der Universität der Künste Berlin. Darüber hinaus unterrichtet er international Meisterklassen.

## Engagement
Wallisch rief gemeinsam mit der Sopranistin Anna Maria Pammer und dem Komponisten John Sarkissian das Austro-Armenian Music Festival ins Leben, welches im Oktober 2009 in Yerevan seine Premiere hatte. Wallisch engagiert sich zudem bei Rhapsody in School, einem Projekt zur Musikvermittlung an junge Menschen. 2011 gründete er mit dem Tiroler Komponisten Sebastian Themessl die Internationale Sommerakademie Lans in Tirol.

## Diskografie (Auswahl)
- „Début“: Haydn: Sonate C-Dur, Hob XVI/50, Brahms: Vier Klavierstücke op. 119, Schumann: Carnaval, Stravinsky: Quatre Études op. 7 (Musica classic, Wien 1995)
- George Antheil: „Bad Boy of Music“, mit Karl Markovics und Christopher Roth (paladino music)
- Philharmonic Ensemble Vienna (Deutsche Grammophon)
- Schubert/Liszt: Wanderer-Fantasie (alpha classics; Orchester Wiener Akademie, Dirigent: Martin Haselböck)
- Haydn: The London Sonatas (LINN Records)
- Mozart: Piano Concertos Nos. 12, 13 & 14 (LINN Records)
- „Paris & Vienna“ - A Tale of Two Cities (LINN Records)
- „Mozart in Vienna“ (LINN Records)
- Johannes Brahms: 1. Klavierkonzert op. 15; Clara Schumann: Klavierwerke, mit RSO Wien, Dirigent: Kirill Petrenko (ORF-CD 2002)
- Erich Zeisl: Klavierkonzert C-Dur, Weltersteinspielung mit RSO Wien, Dirigent: Johannes Wildner (cpo 2007)
- John Sarkissian: „Theme and Variations for Piano“, (Living Artist Recordings, 2009)
- Domenico Scarlatti: Piano Sonatas, Vol. 11 (Naxos)
- Franz Schubert: Klaviersonaten (3CDs, Naxos)
- Ernö Dohnányi: The Piano Quintets, opp.1 and 26 (Naxos)